# Pedomyia simba
Pedomyia simba là một loài ruồi trong họ Asilidae. Pedomyia simba được Londt miêu tả năm 1994. Loài này phân bố ở vùng nhiệt đới châu Phi.